# Собор Рождества Пресвятой Богородицы (Батуми)
Собор Рождества Пресвятой Богородицы  (груз. ღვთისმშობლის შობის სახელობის საკათედრო ტაძარი) — действующий кафедральный собор Батумской и Лазской епархии Грузинской православной церкви в Батуми. Построен как католический храм в 1903 году на средства братьев Зубалашвили

## История
Храм был возведён в 1898—1903 годах Степаном Зубалашвили в память о скончавшейся матери Елизавете, которая просила построить в Батуми католическую церковь. Степан пригласил для строительства художников и архитекторов из Италии. Всего строительство обошлось в 250 тысяч рублей.
В годы советской власти храм подвергался угрозе разрушения. Среди выступавших в его защиту был писатель Константин Гамсахурдия. Режиссёр Тенгиз Абуладзе снял по мотивам этой истории фильм «Покаяние». В итоге, здание сохранилось и в разные годы использовалось с разными целями: здесь были лаборатория высоких напряжений, архив и другие учреждения.
В 1970-е годы храм был отреставрирован, а в 1980-е — передан Грузинской православной церкви. 16 мая 1989 года Католикос-Патриарх Грузии Илия II освятил храм, после чего состоялось крещение около 5 тысяч чел.
Приказом министра культуры и охраны памятников № 3/31 от 21 февраля 2011 года собор внесён в список объектов культурного наследия, памятников истории и культуры Батуми.
В настоящее время храм является действующим кафедральным собором Батумской и Лазской епархии Грузинской православной церкви.

## Архитектура
Храм построен из белого камня в неоготическом стиле. Интерьер украшен красным камнем и характерными для неоготической архитектуры сине-золотыми орнаментами.
В нишах справа и слева от входа в храм установлены скульптуры святой Нины и апостола Андрея Первозванного.

## Настоятели
- 1986—1992 Константин (Меликидзе)
- 1992—1993 Христофор (Цамалаидзе)
- 1993—1996 Иов (Акиашвили)
- 1996 — н.в. Димитрий (Шиолашвили)[2]